# Na skalách (Krušné hory)
Na skalách je hora v Krušných horách, vedlejší vrchol Macechy, od které leží necelých 1,5 km na jih. Od Božího Daru se nachází 5 km východo-jihovýchodně. Přísluší do katastrálního území Plavno obce Krásný Les. Vrchol je zarostlý mladým smrkovým lesem s příměsí buku a je bez výhledu.
Asi 100 metrů jihovýchodně od vrcholu se nalézá malá skalka, ze které jsou pěkné výhledy.

## Přístup
Na vrchol nevede žádná značená ani neznačená cesta. Nejlépe přístupný je ze silnice mezi Božím Darem a Měděncem, která vede severně od Macechy. Z rozcestí Pod Meluzínou odbočuje z této silnice k jihovýchodu zeleně značená silnička, ze které po 750 m odbočuje neznačená cesta (v zimě využívaná pro běh na lyžích), z níž po dalších 500 m odbočuje pěšina, ze které je třeba po průchodu vzrostlým lesem odbočit doprava a volným terénem vystoupat na vrchol.